# 平家弘
平 家弘（たいら の いえひろ）は、平安時代後期の武将。伊勢平氏の傍流平正弘の子。母は主計允佐伯貞義の娘。官位は従五位下・右衛門大夫。

## 略歴
一族は平正度の弟正済の流れを汲み、信濃国に高田郷・市村郷（水内郡）、麻績御厨（筑摩郡）、野原郷（安曇郡）の4箇所の所領を持っていた。家弘は京において崇徳上皇に近侍し、久安6年（1150年）の興福寺の強訴の際には、検非違使として崇徳院御所に詰める。仁平3年（1152年）には崇徳院御所に乱入した源満義を捕縛している。
こうした縁から保元元年（1156年）の保元の乱においては、一族を率いて崇徳上皇方に参加。藤原頼長の行った除目によって源為義と共に判官代に任ぜられ、春日面の門の守護にあたる。味方の敗戦が決まり総崩れとなると、子の光弘と共に上皇を警護して戦場を脱出。この際、上皇の後を追って出家しようとしたが、上皇の反対によって思い止まったという。最後は京都大江山にて、子弟と共に足利義康の手によって斬首されている。
一族は所領のある信濃に下向し、兄の布施維俊は布施御厨、甥の富部家俊は富部御厨に土着した。